# ジョージ・イングル・フィンチ

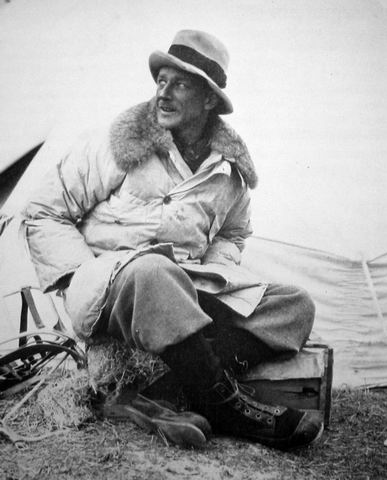
ジョージ・イングル・フィンチ

ジョージ・イングル・フィンチ（George Ingle Finch 、1888年8月4日 - 1970年11月22日）はオーストラリアの登山家であり化学者。

## 生涯
彼はオーストラリアで生まれ、スイスのジュネーブ大学で物理化学を学んだ 。フィンチは化学者であり、なおかつ優れた登山家であった。その技術はジョージ・マロリーはフィンチと組まない限り登山隊に関わることを拒む程であり、登山における酸素吸引の先駆者的役割を果たした。 息子は俳優のピーター・フィンチ。
1921年、エベレスト委員会によって組織された第一次エベレスト遠征隊に選ばれたものの、健康状態を理由に降板した。しかし、翌年の第二次エベレスト遠征隊に再び選ばれた。フィンチを入れるよう、ジョージ･マロリーが強く主張したとされる。第二次遠征隊は三度の頂上アタックを行ったが全て失敗に終わった。フィンチは第二次アタックチームとして第一次アタックチームの達成した人類の最高到達高度の記録を標高8,321 mに更新した。この結果により、ジョージ・マロリーは酸素器具に対する認識を改めたとされる。フィンチは第三次アタックチームにも選ばれたものの、登山途中で雪崩が発生、7名のシェルパが犠牲となり、計画は破棄された。
1924年、第三次エベレスト遠征隊が組織されたものの、フィンチは離婚した際に不誠実だったという噂を根拠に選ばれなかった。これは、フィンチがオーストラリア人であるという、国籍を本質的な問題とした人選であったとされる。
1931年、アルプスでフィンチの友人3人が命を落とし、それ以降フィンチは登山を止めた。1938年、英国王立地理学会に入会。熱心なスキーヤーであり、1908年にアルパインスキークラブの創立メンバーだった。1959年から1961年まで英国山岳会会長を務めた。
化学者としては、インペリアル・カレッジ・ロンドンで応用物理化学の教授を勤める（1936～1952年）。 1938年にはイギリス王立協会フェローに挙げられた。 1944年にはヒューズ・メダルを授かる。 